# Hugues Quiéret

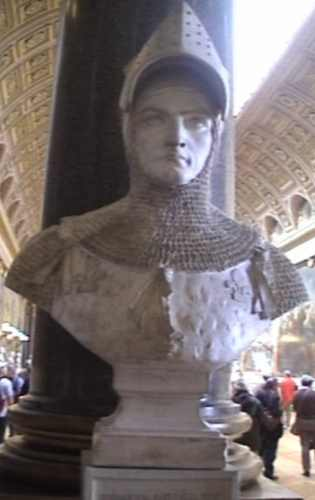
Buste van Huhues Quiéret

Hugues Quiéret (ca. 1290 - Sluis, 24 juni 1340) was heer van Tours-en-Vimeu en Hamicourt in Picardië. Hij was adviseur, rentmeester van de Franse koning. Ook voerde hij de Franse marine aan tijdens de Slag bij Sluis (1340), waar hij gevangen werd genomen door de Engelsen en ten slotte onthoofd.

## Familie
Quiéret was een zoon van een andere Hugues. Zijn vader was heer van Douris en Fransu. Zijn voorvaderen waren de heren van Picardië, maar de genealogen zijn niet in staat geweest een stamboom samen te stellen. De familie beschikt wel over een familiewapen, waarop de drie Franse koningslelies te zien zijn.
Zijn huwelijk met Blanche d'Harcourt in 1312 was van belang voor zijn verdere carrière. Haar grootvader was Jan II van Harcourt, die maarschalk van Frankrijk was en een van de eerste admiraals van Frankrijk.

## Biografie
Hugues Quiéret vertolkte verschillende functies aan het Franse hof, waaronder als rentmeester en seneschalk.

### Seneschalk van Beaucaire en Nîmes
Quiéret werd benoemd tot seneschalk van Beaucaire, indertijd een belangrijke Franse marineplaats. Niet veel later kreeg hij diezelfde functie toegewezen over de stad Nîmes. Tot 1326 vocht Quiéret mee in de oorlog die op dat moment woedde in Gascogne.

### Admiraal (1335)
Op 7 december 1335 werd Quiéret benoemd tot admiraal. Dat maakte hem niet het opperste hoofd van de Franse vloot, want dat was graaf Rudolf III van Eu, de connétable van Frankrijk. Hugues Quiéret organiseerde de Franse vloot beter dan voorheen. Hij bouwde voor de Franse galeien nieuwe arsenalen bij Harfleur en Rouen. Hij werd bewonderd door andere hoge Franse militairen, vanwege zijn inzet voor de Franse zaak in de oorlog tegen de Engelsen.

### Voorgestelde invasie van Engeland (1338)
De Franse provincies beloofden schepen te sturen om Engeland binnen te vallen, om te voldoen aan de wens van de Franse koning Filips VI. Ze zouden een leger van 4.000 gewapende soldaten meenemen op hun tocht over het kanaal. Het werd door de Fransen het Grand armée de mer genoemd. De voorbereidingen voor deze expeditie werden in de havens van Harfleur en Leure getroffen. Admiraal Quiéret liet de belasting verhogen in zijn heerlijkheid om een deel van de expeditie te bekostigen, met name om huurlingen te kopen die deel uitmaakten van het invasieleger. Het belangrijkste document dat is ontdekt over de invasie, is er een met de vermelding van buskruit dat zou worden meegenomen. Hier werd een begin gemaakt met moderne artillerie in Frankrijk.

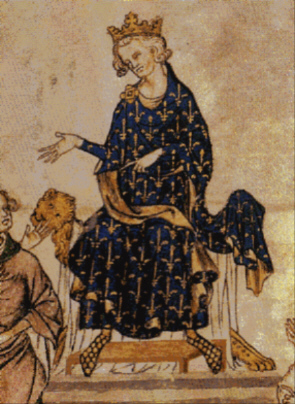
Filips VI van Frankrijk

### Southampton verwoest en geplunderd (maart 1338)
Op een zondagochtend in maart 1338 kwam het Franse leger aan bij de Engelse kustplaats Southampton. Tijdens de kerkdiensten plunderde het leger de stad. Volgens de overleveringen gingen de Fransen hardhandig te werk en vulden ze hun schepen met oorlogsbuit.
Naast Southampton vielen de Fransen enkele andere Engelse havenplaatsen aan. Achtereenvolgens Sandwich en Winchelsea. Quiéret bracht de Engelsen een zware nederlaag toe door hun schepen te verbranden bij Bristol en Plymouth. Dit wapenfeit tussen de Engelsen en de Fransen wordt gezien als een van de eerste militaire confrontaties in de Honderdjarige Oorlog.

### De Slag bij Arnemuiden (september 1338)
De Slag bij Arnemuiden vond plaats op 23 september 1338, in het begin van de Honderdjarige Oorlog. De Slag vond plaats bij Arnemuiden op het eiland Walcheren. Een Franse vloot onder aanvoering van Quiéret en Nicolas Béhuchet viel vijf schepen aan die de Vlaamse wol naar Engeland brachten. De aanvoerder van het Engelse eskadron, John Kingston, verweerde zichzelf op zijn schip de Christopher. Hij gaf zich na een dag van strijd uitgeput over aan de Fransen. De Fransen veroverden de lading van de schepen, maar bezoedelden hun overwinning door het bloedbad dat ze aanrichtten onder de gevangenen. De beide vlootheren werden twee jaar later voor deze daad bestraft door de Engelsen na de Slag bij Sluis.

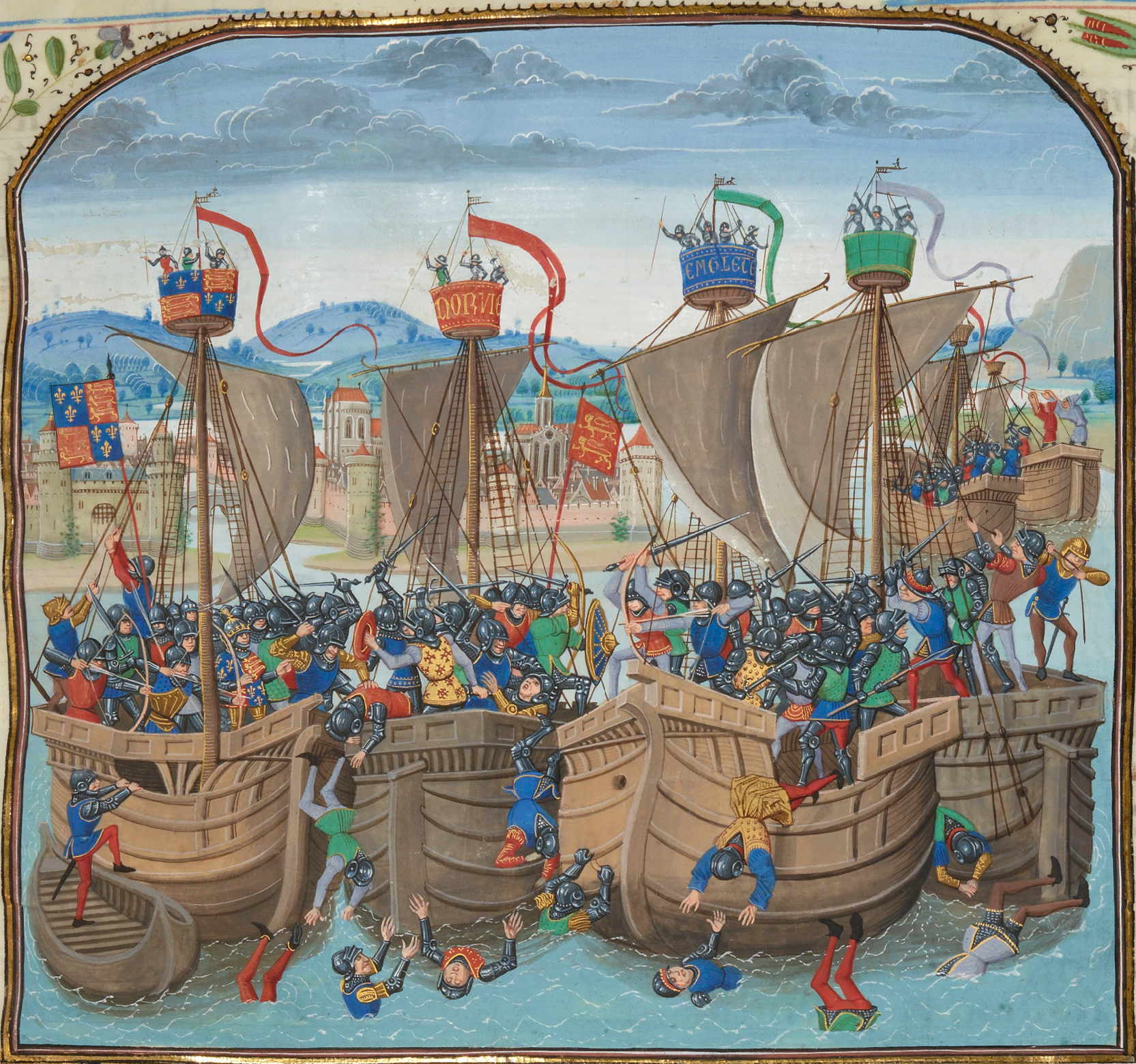
Kronieken van de XIVe eeuw van Jean Froissart (miniatuur van de slag)

### De Slag bij Sluis (1340)
Op 24 juli 1340 vond de Slag bij Sluis (Zeeuws-Vlaanderen) plaats. Koning Edward III, pretendent voor de Franse troon, versloeg bij Sluis de vloot van zijn rivaal Filips VI van Valois.
Dit is de eerste grote slag in de Honderdjarige Oorlog. Een groot aantal schepen was afkomstig uit de Middellandse Zee, grotendeels met Genuese bemanning onder de huurling Barbavera. De Fransen hadden twintig grote kogges. Er zaten naar schatting 30.000 man op 250 Fransen schepen. De twee admiraals van het leger, Quiéret en Béhuchet, ontvingen orders de landing van het leger van de Engelse koning te voorkomen. De vloot veranderde in een barricade met kettingen van de ene zandbank naar de andere.
Op de ochtend van 24 juni verschenen de 250 Britse schepen met 15.000 man, plus bemanning. Tegen de middag, het getij en wind op de armada van Engeland aanviel. Aan Franse kant namen de boogschutters het initiatief, maar ze werden overtroefd door de snelheid van het vuur van de boogschutters uit Wales. Na de botsing woedden de gevechten op de bruggen. Quiéret en Béhuchet beschadigden de boot van koning Edward, The Thomas. De Franse leiders werden uiteindelijk door de Engelsen gevangengenomen. Quiéret werd onthoofd en zijn lichaam in zee geworpen.
In de namiddag, met de windrichting veranderd, verliet de Vlaamse vloot de bank en mengde zich in het gevecht. Met geen andere optie dan ontsnappen sprongen de Fransen in het water en verdronken bij duizenden. De helft van de Genuezen, onder wie Barbavera, ontsnapte. Frankrijk verloor naar schatting 20.000 man.